# Sinc-szűrő
A jelfeldolgozásban a sinc-szűrő egy idealizált szűrő, mely egy adott sávszélesség felett eltávolít (elnyom) minden frekvenciakomponenst, és csak az alacsony frekvenciás jeleket engedi át, valamint lineáris fázist valósít meg.
A szűrő impulzusválasza az időtartományban a sinc-függvény, és a frekvenciaválasza a négyszögletes függvény (Lépcsős függvények).

Sinc-szűrő impulzusválasza

Sinc-szűrő frekvenciaválasza

A sinc-szűrő egy ideális aluláteresztő szűrő a frekvencia tartományban, mely teljesen átereszti az alacsony frekvenciákat, és teljesen levágja a magas frekvenciákat, ezért úgynevezett ‘téglafal- szűrő’nek is tekinthető.
A valós idejű szűrők csak megközelítik az ideális állapotokat, mivel a sinc-szűrő egy nem kauzális szűrő és véges késleltetése van.
A kívánt frekvenciaválasz matematikai kifejezéssel (négyszögletes függvény):
{\displaystyle H(f)=\mathrm {rect} \left({\frac {f}{2B}}\right)}
ahol  {\displaystyle B\,} egy tetszőleges határfrekvencia.
A szűrő impulzusválaszának inverz Fourier-transzformáltja a normalizált sinc-függvénnyel kifejezve:
{\displaystyle {\begin{aligned}h(t)={\mathcal {F}}^{-1}\{H(f)\}&=2B{\frac {\sin(2\pi Bt)}{2\pi Bt}}\\&=2B\,\mathrm {sinc} (2Bt)\end{aligned}}}
Mivel a sinc-szűrőnek végtelen az impulzusválasza mindkét idő irányban, közelíteni kell a gyakorlatban; az úgynevezett ablak-függvényt kell használni.

## Téglafal-szűrők
A téglafal-szűrők olyan elektronikus szűrők, melyek teljesen transzparensek az áteresztő tartományban, és teljes mértékben elnyomják a jelet a frekvenciatartomány többi részében.
A sinc-szűrő egy ilyen aluláteresztő téglafal-szűrő, mely könnyen átalakítható téglafal típusú sávszűrőnek és felüláteresztő szűrőnek.

## Stabilitás
A sinc-szűrő nem egy BIBO stabil szűrő. A BIBO (Bounded-Input–Bounded-Output) azt jelenti, hogy a bemeneti jel és a kimeneti jel is korlátos.
A sinc-szűrőnél a korlátos bemeneti jel, egy korlátlan kimeneti jelet produkál, mert a sinc-függvény abszolút értékének integrálja végtelen. A kimenő jel: sgn(sinc(t)).

## Témához kapcsolódó szócikkek az interneten
http://www.analog.com/static/imported-files/tech_docs/dsp_book_Ch16.pdf%5B%5D